# Liste des commanderies templières en Catalogne
Cette liste recense les commanderies et maisons de l'Ordre du Temple qui ont existé en Catalogne.

## Faits marquants et Histoire
Les templiers installés en Catalogne faisaient partie dans un premier temps des templiers de la province de Provence et parties des Espagnes puis lorsque cette province fut scindée en deux en 1240 de la province d'Aragon.
Une guerre opposa les templiers à la famille d'Entençà dont l'une des branches était installée à Móra d'Ebre non loin des commanderies d'Ascó et de Miravet. Celle-ci dura de 1279 à 1300 et concernait les droits de franchissement de l'Èbre. En 1288/89 notamment, où alliés à la famille de Moncada ils tentèrent de s'emparer de Móra d'Ebre. Berenguer d'Entença et ses hommes étaient absents car convoqués par le roi Alphonse III d'Aragon pour participer à la guerre contre le roi de Majorque. C'est finalement le roi Jacques II d'Aragon qui infligera une sentence équilibrée aux deux parties au cours d'un procès,.

## Commanderies
Certaines forteresses accordées aux templiers pendant la reconquista devinrent des commanderies notamment celles qui figurent sur la carte ci-dessous. Cependant, il ne faut pas confondre la liste de ces édifices à vocation militaire avec celle des commanderies qui étaient des chefs-lieux administratifs d'où était géré un territoire et les ressources qui en découlaient.
| Commanderie                 | Ville actuelle (à ou près de) | Observations                                                                                             |
| --------------------------- | ----------------------------- | --- |
| Aiguaviva (ca)              | Aiguaviva                     | [ 2 ] |
| Algars (es)                 | Batea / Caseres               | [ 5 ] |
| Ascó                        | Ascó                          | , |
| Barberà                     | Barberà de la Conca           | , |
| Castelló d'Empúries         | Castelló d'Empúries           | [ 2 ] |
| Commanderie de Corbins (ca) | Corbins                       | [ 1 ] |
| Gandesa                     | Gandesa                       | [ 5 ] |
| Gardeny                     | Lérida                        | , |
| Granyena                    | Granyena de Segarra           | [ 2 ] |
| Commanderie d'Horta (ca)    | Horta de Sant Joan            | , |
| Miravet                     | Miravet                       | , |
| Palais royal mineur (ca)    | Barcelone                     | |
| Palau Solità (ca)           | Palau-Solità i Plegamans      | , |
| Tortosa                     | Tortosa                       | , |
| Puig-reig                   | Puig-reig                     | , Chef-lieu de la baillie du Berguedà et de Cerdagne. Voir aussi le château (ca) et le Mas Periques (ca) |
| Riba-roja                   | Riba-roja d'Ebre              | , |

| Localisation en Catalogne (Liens vers les articles correspondants) |
| --- |
| \| .Commanderie Forteresse · (devenue commanderie) Aragon Midi-Pyrénées Languedoc- Roussillon Val. Aiguaviva Algars Ascó Barberà Castelló · d'Empúries Corbins -----Gandesa Gardeny Granyena Horta Miravet Palais royal mineur Palau Solità Sant Joan Puig-reig Riba-roja \| |
| .Commanderie Forteresse · (devenue commanderie) Aragon Midi-Pyrénées Languedoc- Roussillon Val. Aiguaviva Algars Ascó Barberà Castelló · d'Empúries Corbins -----Gandesa Gardeny Granyena Horta Miravet Palais royal mineur Palau Solità Sant Joan Puig-reig Riba-roja       |